# Морита, Джули
Джули Морита (англ. Julie Morita) — американский эксперт в области общественного здравоохранения, исполнительный вице-президент Фонда Роберта Вуда Джонсона и член Консультативного совета президента США Джо Байдена по COVID-19. До этой должности она занимала должность комиссара Департамента общественного здравоохранения Чикаго.

## Ранние годы и образование
Морита родилась в Чикаго в семье Мотоцугу и Бетти Морита. Во время Второй мировой войны её родители были изгнаны из своих домов на Тихоокеанском Северо-Западе и содержались в лагерях для интернированных японцев в Айдахо. Морита считает, что история её семьи оказала ключевое воздействие на её приверженность справедливости, и особенно справедливости в отношении здоровья. В молодости она интересовалась карьерой в медицине, вдохновлённая детской книгой «Медсестра Нэнси».
В 1982 году она начала свою студенческую карьеру в Университете Иллинойса в Урбане-Шампейне, где планировала получить степень инженера. В поисках более тесной связи между людьми она сменила специальность на биологию, чтобы продолжить доврачебную деятельность. В 1986 году она получила степень бакалавра наук. Затем она поступила в Медицинский колледж Университета Иллинойса, где получила степень доктора медицины, прежде чем пройти ординатуру по педиатрии в Университете Миннесоты с 1990 по 1993 год.

## Карьера

### Начало карьеры
После обучения Морита в течение четырёх лет занималась педиатрией в Тусоне, штат Аризона, а затем переехала в Атланту, чтобы присоединиться к Центрам по контролю и профилактике заболеваний в качестве сотрудника службы эпидемической разведки. На этом посту она сосредоточилась на заболеваниях, которые можно предотвратить с помощью вакцин.

### Департамент общественного здравоохранения Чикаго
В 1999 году Морита вернулась в свой родной город Чикаго, чтобы присоединиться к Департаменту общественного здравоохранения Чикаго, где она начала работать в качестве медицинского директора по иммунизации, применяя свой опыт, полученный в CDC. В этом качестве она руководила реагированием на пандемию свиного гриппа 2009 года, лихорадку Эбола и менингит, а также работала над устранением неравенства в показателях вакцинации, направляя ресурсы на сообщества с более низкими показателями вакцинации. В 2014 году, после получения гранта в размере 800 000 долларов США, предоставленного в соответствии с Законом о доступном медицинском обслуживании, она работала над увеличением числа вакцинаций против ВПЧ среди подростков в Чикаго, запустив кампанию по трансляции социальных объявлений и использованию печатных и наружных СМИ для повышения осведомлённости. Она также работала над снижением стигматизации вокруг вакцины против ВПЧ, что является ещё одним источником нерешительности в отношении вакцинирования.
В 2015 году Морита была назначена комиссаром Департамента общественного здравоохранения Чикаго под руководством мэра Рама Эмануэля, став первым американцем азиатского происхождения, возглавившим департамент. В этой роли она разработала и запустила четырёхлетнюю программу «Здоровый Чикаго 2.0», запущенную в апреле 2016 года и направленную на обеспечение справедливости в отношении здоровья и устранение коренных причин неравенства с упором на сотрудничество с местными сообществами.
В июне 2019 года Морита оставила свой пост комиссара и присоединилась к Фонду Роберта Вуда Джонсона в качестве исполнительного вице-президента.

### Меры против COVID-19
На своей должности в Фонде Роберта Вуда Джонсона Морита работала над решением проблемы пандемии коронавирусной болезни 2019 года (COVID-19) в Соединённых Штатах, уделяя особое внимание последствиям пандемии, усугубляющим существующее неравенство. Она повысила осведомлённость об экономических последствиях пандемии, которая непропорционально затронула чернокожие и латиноамериканские сообщества в Соединённых Штатах, после опроса, проведённого Фондом Роберта Вуда Джонсона, Школой общественного здравоохранения Чана Гарвардского университета и National Public Radio. С тех пор она и её коллеги используют информацию, полученную в ходе опроса, для обоснования политики, направленной на устранение этого экономического неравенства и устранение структурных барьеров в будущем. Морита также выступала за важность координации с Центрами по контролю и профилактике заболеваний для обеспечения быстрого, безопасного и справедливого распределения возможной вакцины против COVID-19.
9 ноября 2020 года Морита была назначена членом Консультативного совета президента США Джо Байдена по COVID-19.